# Rafael Gil
Rafael Gil est un réalisateur espagnol né le 22 mai 1913 à Madrid et mort le 10 juillet 1986 à Madrid.

## Biographie
Après avoir travaillé comme critique de cinéma pour le journal ABC, Rafael Gil tourne des documentaires pour les républicains pendant la Guerre civile d'Espagne. 
Il réalise des longs métrages de fiction à partir des années 1940, adaptant de nombreuses œuvres littéraires, avec des vedettes espagnoles comme Antonio Casal, Amparo Rivelles, Sara Montiel ou Francisco Rabal. 

## Filmographie

### Réalisateur
- 1939 : Flechas
- 1942 : El hombre que se quiso matar (es)
- 1942 : Viaje sin destino (es)
- 1943 : Huella de luz (es)
- 1943 : Eloísa está debajo de un almendro (es)
- 1943 : El clavo (es)
- 1944 : Lecciones de buen amor (es)
- 1945 : El fantasma y Doña Juanita (es)
- 1945 : Tierra sedienta (es)
- 1946 : La pródiga (es)
- 1947 : La fe (es)
- 1947 : La Reine sainte (Reina santa)
- 1947 : Don Quichotte de la Manche (es) (Don Quijote de la Mancha)
- 1948 : La calle sin sol (es)
- 1948 : Du sang à l'aube (Mare nostrum)
- 1949 : Une femme comme tant d'autres (es) (Una mujer cualquiera)
- 1949 : Aventuras de Juan Lucas
- 1950 : Teatro Apolo (es)
- 1951 : La Dame de Fatima (La señora de Fátima)
- 1951 : El gran Galeoto (es)
- 1952 : Sor intrépida (es)
- 1952 : De Madrid al cielo (es)
- 1953 : Hommes en détresse (La guerra de Dios)
- 1954 : Le Baiser de Judas (El beso de Judas)
- 1954 : Murió hace quince años
- 1955 : El canto del gallo
- 1955 : La otra vida del capitán Contreras (es)
- 1956 : La gran mentira (ca)
- 1956 : Le Plus Beau Jour de sa vie (Un traje blanco)
- 1958 : ¡Viva lo imposible!, d'après la pièce de théâtre de Miguel Mihura
- 1958 : Camarote de lujo (es)
- 1959 : La casa de la Troya (es)
- 1960 : El Litri y su sombra (es)
- 1961 : Siega verde (es)
- 1961 : Sissi 63 (es) (Cariño mío), coréalisé avec Hans Grimm
- 1962 : L'Espionne de Madrid (La reina del Chantecler)
- 1963 : Rogelia (es)
- 1963 : Le Triomphe d'El Cordobès (en) (Chantaje a un torero)
- 1964 : Tú y yo somos tres (es)
- 1964 : Samba à Rio (en) (Samba)
- 1965 : Currito de la Cruz (en)
- 1965 : Le Petit Andalou (es) (La vida nueva de Pedrito Andía)
- 1966 : Le Chemin du Rocio (en) (Camino del Rocío)
- 1966 : ¡Es mi hombre! (es)
- 1967 : La mujer de otro (es)
- 1968 : El marino de los puños de oro (es)
- 1968 : Verde doncella (ca)
- 1969 : Un adulterio decente (es), d'après la pièce de théâtre d'Enrique Jardiel Poncela, avec Fernando Fernán Gómez, Carmen Sevilla
- 1969 : Sangre en el ruedo (es), avec Francisco Rabal, José Sacristán
- 1970 : El hombre que se quiso matar (es)
- 1970 : Le Médaillon (en) (El relicario)
- 1971 : El sobre verde (en)
- 1972 : Nada menos que todo un hombre (es), d'après Miguel de Unamuno, avec Analía Gadé, Francisco Rabal, Jesús Guzmán (acteur)
- 1972 : La duda (es)
- 1973 : La Guérilla (es) (La guerrilla)
- 1973 : El mejor alcalde, el rey (ca)
- 1975 : Novios de la muerte (es)
- 1975 : Los buenos días perdidos (ca), d'après la pièce de théâtre d'Antonio Gala
- 1975 : Olvida los tambores (en), d'après la pièce de théâtre d'Ana Diosdado
- 1975 : A la Legión le gustan las mujeres (...y a las mujeres les gusta la Legión) (es)
- 1979 : La boda del señor cura (es)
- 1980 : Hijos de papá (es), avec José Bódalo, María Luisa Ponte, Fernando Sancho
- 1981 : ...Y al tercer año, resucitó (es)
- 1982 : De camisa vieja a chaqueta nueva (es)
- 1983 : Las autonosuyas (es)
- 1984 : Las alegres chicas de Colsada (es)